# Андрея Тунов
Андрея Тунов  е български католически духовник, апостолически викарий на Софийско-пловдивския апостолически викариат.

## Биография
Андрея Тунов е роден през 1770 г. в село Селджиково, Пловдивско. Братовчед е на Георги Тунов. На 14-годишна възраст е изпратен да учил в Рим, където завършва средно и висше образование. В България се завръща през 1802 г. От начало обслужва така наречените Горни села - Даваджово, Хамбарлии, Дуванлии и Селджиково, след което е преместен да служи в село Калъчлии.
На 29 юли 1817 година е назначен за апостолически викарий на Софийско-пловдивския апостолически викариат. Помощник му е Франческо Драганов, дошъл от Никополската епархия. Написва няколко книги, сред които „Богомилни молитви върху здрава кралица и по-главните празници на Дева Мария“.
Подава оставка през 1834 г. След оттеглянето му се знае, че живее в село Калъчлии, което по това време е център на епархията и умира от чума през 1838 г.